# Littau
Littau foi uma comuna da Suíça, no Cantão Lucerna, com cerca de 16.020 habitantes. Estendia-se por uma área de 13,25 km², de densidade populacional de 1.209 hab/km². Confinava com as seguintes comunas: Emmen, Kriens, Lucerna (Luzern), Malters, Neuenkirch.
A língua oficial nesta comuna era o Alemão.

## História
Em 1 de janeiro de 2010, passou a formar parte da comuna de Lucerna.